# Luigi Braschi-Onesti
Luigi Braschi-Onesti (né à Cesena, 19 juillet 1745 - mort à Rome, 9 février 1816) était un noble italien. Neveu du pape Pie VI, il fut le premier maire de Rome pendant la période napoléonienne.

## Biographie

### Premières années et le népotisme pontifical
Luigi Braschi-Onesti est né à Césène, fils du comte Girolamo Onesti et de Giulia Braschi (sœur du cardinal Giovanni Braschi, futur pape Pie VI) et frère du futur cardinal Romualdo Braschi-Onesti. Il passa sa jeunesse à Césène jusqu'en 1780 jusqu’à ce que son oncle le pape le voulut avec lui à Rome, où son jeune frère Romualdo, nommé cardinal, se trouvait déjà en 1778.
Le 31 mai de l'année suivante, c'est le pape lui-même, dans la chapelle Sixtine, qui célèbre le mariage entre Luigi et la noble romaine Costanza Falconieri ; dans la même cérémonie, Pie VI adopte ses neveux, leur permettant de porter également le nom et les armoiries des Braschi; 
En 1786, il obtient le titre de duc de Nemi, acheté par son oncle à la famille romaine Frangipane.
Grâce à des spéculations commerciales prudentes et à des pressions politiques sans scrupules, Luigi s'enrichit en quelques années, devenant également propriétaire d'un vaste patrimoine foncier qu'il obtint en cadeau de son oncle ou acheté à des prix dérisoires, notamment à Tivoli et dans la région des marais Pontins.
En 1791, à la demande du pape lui-même, Luigi avait commencé la construction du nouveau Palazzo Braschi, sur la zone précédemment occupée par l'ancien palais Renaissance Orsini Santobuono. À l’intérieur, Braschi-Onesti conserva sa collection de peintures célèbres, avec des œuvres de Titien et du Caravage.
Il mena une vie mondaine parallèlement à la présence de son oncle au trône papal, l'accompagnant en 1782 lors de sa visite à Vienne, où l'Empereur Joseph II lui accorda le diplôme de prince du Saint Empire romain germanique ; l'année suivante, le roi Charles IV d'Espagne le fit grand d'Espagne ; le roi de Sardaigne lui accorda l'ordre des Saints Maurice et Lazare et le roi de France celui du Saint-Esprit.

### La période napoléonienne: la fuite avec Pie VI et le retour avec les Français; maire de Rome
En 1797, Luigi Braschi-Onesti fut envoyé par le pape à Tolentino en tant que ministre plénipotentiaire pour discuter avec les Français napoléoniens qui avançaient sur l'État pontifical, mais s'obligeant à souscrire aux dures conditions qui lui étaient imposées.
A Rome, cependant, la figure de Braschi-Onesti n'était pas bien considérée, au point que lorsque les Français entrèrent à Rome en février 1798, son palais fut pris d'assaut par la foule réclamant son arrestation.
Pris en otage par les troupes Françaises, Luigi réussit à s'enfuir à Sienne où il précéda Pie VI dans la première partie de son exil.
À Sienne, Braschi-Onesti resta avec son oncle pendant environ trois mois jusqu'à ce que les forces napoléoniennes l'obligent à quitter la Toscane, le soupçonnant de complicité avec les insurgés qui avaient menacé le département du lac Trasimène en mai 1798.
Il partit alors pour Venise où il resta jusqu'au retour du nouveau pape, Pie VII, à Rome, après la restauration papale.
À son retour à Rome, Braschi-Onesti se trouva privé de la quasi-totalité de son patrimoine, confisqué pendant la période de la République romaine, s'efforçant ainsi de récupérer au moins une partie des biens perdus.
Pie VII décida de le nommer commandant du nouveau corps des gardes nobles et dans ce rôle accompagna le pontife à Paris en 1804 à l'occasion du Sacre de Napoléon.
Lorsque les relations entre Napoléon et le pape se détériorèrent et que la ville de Rome fut proclamée ville impériale en juin 1809, Luigi Braschi-Onesti décida de soutenir les envahisseurs, devenant le premier maire de Rome, conservant cette position pendant toute la période de domination indifférent à l'excommunication papale destinée à frapper tous les collaborateurs des Français ; dans ces mêmes années, il est élu président du Sénat de Rome.
Le préfet du département du Tibre, de Tournon, le définit comme un "collaborateur obéissant même s'il n'est pas d'un esprit vif, d'éducation très médiocre et facilement influençable".
En 1809, il conduisit la délégation romaine pour rendre hommage à Napoléon à l'occasion de la naissance de son fils aîné qui porte le titre de roi de Rome.
En janvier 1814, il reçoit Joachim Murat au Campidoglio.

### Vie privée et dernières années
Le mariage entre Luigi Braschi-Onesti et Costanza Falconieri dans la chapelle Sixtine a été célébré le 4 juin 1781 par l'oncle du marié, Pie VI.
Lorsque Pie VII revint avec la restauration papale, il essaya immédiatement de reprendre les anciennes relations de dévotion avec le gouvernement papal.
Ayant obtenu le pardon du pontife, il mourut à Rome le 9 février 1816 et fut inhumé dans la basilique Santa Maria sopra Minerva.